# Philip Surrey
Philip Henry Howard Surrey (Calgary, 8 octobre 1910 - Montréal, 7 mai 1990) est un peintre figuratif du Canada et un membre fondateur de la Société d'art contemporain. Ami et élève de Frederick Varley, Surrey était également étroitement lié a plusieurs artistes importants de Montréal durant les années 1930 et 1940. Surrey a reçu la Médaille du centenaire du Canada (1967) et a été fait membre de l´Ordre du Canada (1982).

## Biographie
La carrière de Philip Henry Howard Surrey commence à l'âge de 16 ans, alors qu'il est engagé pour illustrer la revue de Winnipeg. 
En 1926, il étudie à l'École d’Art de Winnipeg. Un peu plus tard, pendant 6 ans, il suit des cours d'art à l'École de Vancouver.  Établi à Montréal dès les années 1930, il devient un des membres de l'Eastern Group of Painters qui prône l'art pour l'art et s'oppose ainsi à la pensée artistique du Groupe des Sept de Toronto.
De tendances surréalistes, ses paysages urbains et ses scènes de nuit sont les genres picturaux qui lui ont valu la notoriété. Ses tableaux conjuguent de fines observations du réel à une ambiance surréelle.  Sont très présentes les ombres, souvent inquiétantes, dans des dédales de rues et de passages urbains.
Surrey peint surtout à l'huile, mais il emploie aussi l'aquarelle, le pastel et plusieurs autres techniques, selon la nature de ses sujets et les besoins de la composition. Il expose à la Galerie Valentin.

## Œuvres et collections
- The Pool, 1932, Vancouver Art Gallery
- Tout canadien doit combattre, affiche, Collection Musée de la civilisation[4]
- Delmo's
- Summer Dresses, 1953[5]
- The Hockey Game et Autoportrait, 1960-1970
- Boulevard sous la pluie
- March Wind
- La Rue Saint-Jacques à 5 heures, vers 1970, Collection Musée national des beaux-arts du Québec[6]
- La Nuit des rois, 1974-1975, tapisserie, Collection Musée de la civilisation[7]
- La Baie-Saint-Paul vue de la route vers les Éboulements